# Темида
Темида (на старогръцки: Θέμις) е богиня на правосъдието, въплъщение на божествения ред, закон и обичай в древногръцката митология. Изобразява се като жена с превръзка на очите, която държи везни в едната ръка, а понякога и меч в другата (или рог на изобилието).
Темида, като богиня на правосъдието, произлиза още от египтяните, за които била символ на истината и справедливостта, и които я изобразявали носеща меч с щраусово перо в косата. Например терминът магистрат произлиза от Ma'ат, защото тя асистирала Озирис в отсъждането на мъртвите по техните сърца.
В митологията Темида е позната като организатор на общите дейности на хората, в частност събранията. Способността ѝ да вижда бъдещето я прави оракул в Делфи, което после я превръща в богиня на правосъдието.
Темида е титанида, дъщеря е на Уран и Гея. От съюза си със Зевс родилата трите мойри – богините на съдбата: Клото, Лахесис и Атропос. Техните деца са и трите ори: Евномия, Дике и Ирена. Според Есхил тя е майка на Прометей.
Имайки прорицателска дарба, казала на Прометей, че женитбата на Зевс и Тетида ще доведе до син, който ще свали Зевс. От майка си Гея получила Делфийския оракул, който предала на сестра си Феба, която го дала на внук си Аполон.
В древността Темида е изобразявана без превръзка на очите. Тя не се нуждаела от нея, тъй като била способна да вижда в бъдещето и миналото, както и от меч, защото като богиня представяла общото съгласие. Всъщност римската богиня Юстиция била изобразявана с меч и превръзка на очите, а понякога и като държаща фасции в едната ръка (сноп пръчки притиснати с ремък около брадва, символизиращи правния авторитет) и пламък, символизиращ истината, в другата.
- Темида от храма в Немезис, Рамнус, Атика, подписана от скулптора Херестратос, 300 г. пр. Хр.
- Темида, както е изобразявана днес